# Camino
|  | Denne artikel er oprettet af botten Steenthbot ud fra en ekstern database. Den kan derfor have sproglige fejl eller mangler. Denne skabelon kan fjernes efter kontrol af indholdet. |

Camino er en dansk spillefilm fra 2023 instrueret af Birgitte Stærmose.

## Handling
Regitze er i begyndelsen af 30'erne. Hun har ikke noget arbejde, ingen kæreste og ingen børn. Hun er ordblind og opvokset i et akademisk hjem, men har aldrig følt sig helt accepteret, som den hun er. Da hendes mor dør, befinder Regitze sig et ret eksistentielt sted i sit liv. Hun er blevet gravid, og samtidig kæmper hun med forholdet til sin far, som hun i en længere periode ikke har haft kontakt til. Forholdet mellem far og datter bliver for alvor sat på spidsen, da de opdager, at morens sidste ønske indebærer, at Regitze og hendes far skal gå Caminoen sammen - en fælles pilgrimsvandring i Spanien, som måske kan forbinde parterne på ny. For at ære morens sidste ønske, beslutter de sig for at snøre skoene, men de 260 kilometer fra Astorga til Compostela kommer nu mere til at handle om de levende end de døde.

## Medvirkende
- Danica Curcic
- Lars Brygmann
- Kristian Halken
- Katrine Greis-Rosenthal
- Christian Rubeck